# Mysterium (Spiel)
Mysterium (von altgriechisch μυστήριον mystērion „geheimer Kult“) ist ein kooperatives Deduktionsspiel der ukrainischen Autoren Oleksandr Nevskiy und Oleg Sidorenko. Es erschien erstmals 2013 unter dem Namen Tajemnicze Domostwo im polnischen Verlag Pórtal. 2015 kam im französischen Verlag Libellud, der das Spiel Mysterium genannt hat, eine deutschsprachigen Übersetzung heraus. Den Vertrieb übernahm Asmodee. Das Spiel wurde von Xavier Colletta und Igor Burlakov illustriert.
Mit Mysterium Kids erschien 2022 eine Kinderspielversion von Mysterium, die 2023 zum Kinderspiel des Jahres gewählt wurde.

## Spielverlauf

### Spielidee
Die Spieler nehmen in Form von Spiritisten an einer nächtlichen Séance teil, um Kontakt mit dem Geist des Hauses, verkörpert von einem der Spieler, aufzunehmen. Dieser wurde vor vielen Jahren auf noch ungeklärte Weise in dem Haus, in dem das Spiel stattfindet, ermordet. Während dieser Séancen erhalten sie von ihm Visionen, mit welchen er ihnen beim Ermitteln seines Mörders und Mordherganges hilft.

### Zubehör
Das Spiel besteht aus 4 Fortschrittstafeln, einer Punkteanzeige, einer einstellbaren Uhr und eine Sanduhr. Außerdem sind 6 Spielfiguren in Form von Glaskugeln in 6 verschiedenen Farben enthalten, dazu passend jeweils eine Hülle mit dem Porträt des Charakters und verschiedenen Markern und Plättchen. Darüber hinaus enthält es 54 Geisterkarten und dazu passende Spiritistenkarten, 84 Visionskarten, 3 Raben-Aufstecker und einen Sichtschirm.
Alle Karten und viele Zubehörteile sind sehr kunstvoll gestaltet, mit meist fantastischen Abbildungen und vielen Details, die zur Phantasie anregen.

### Ablauf
Vor Spielbeginn wird festgelegt, wer die Rolle des Geistes übernimmt, der Rest spielt als Spiritist. Danach werden mögliche Täter, Tatorte und Tatwaffen gelost aus insgesamt jeweils 18 möglichen Karten und auf dem Tisch ausgebreitet. Die Anzahl der gelosten Karten gibt die Schwierigkeit an. Dazu werden die verschiedenen Fortschrittstafeln gelegt und jeder Spieler nimmt sich das Spielmaterial in der von ihm gewählten Farbe. Währenddessen mischt der Spieler, der den Geist verkörpert, die Visionskarten und lost für jeden Mitspieler eine individuelle Fallzusammenstellung aus, welche er nur für sich sichtbar in den Sichtschirm steckt. Ziel ist es, dass jeder Spieler mit Hilfe der vom Geist erhaltenen Visionskarten seine persönliche Fallzusammenstellung herausfindet.
Der Geist zieht sieben Bildkarten vom Visionskartenstapel und gibt nun in der ersten Runde jedem Mitspieler beliebig viele dieser Karten, um ihm Hinweise auf seinen Täter zu übermitteln. Dazwischen darf er auf sieben Handkarten aufziehen. Sobald der letzte Spieler Karten erhalten hat, dreht er die Sanduhr um, um das Zeitlimit anzuzeigen. Währenddessen überlegen die Spieler gemeinsam, auf welchen Täter die jeweiligen Hinweise hindeuten. Jeder Spieler setzt seine Spielfigur auf eine Täterkarte, außerdem können alle Spieler Vermutungen darüber abgeben, ob die anderen Mitspieler richtig oder falsch liegen, und damit Zusatzpunkte für die letzte Runde erhalten. Nach Ablauf der Zeit setzt der Geist alle richtigen Spielfiguren auf die nächste Stufe, sie dürfen ab sofort auf den Tatort, danach auf die Tatwaffe tippen. Wer falsch lag, wird zurückgesetzt und muss weiter den Täter ermitteln. Gleichzeitig verteilt er die Zusatzpunkte. Im kompletten Spiel ist wichtig, dass zwischen dem Geist und den Spiritisten eine Kommunikation ausschließlich über das Reichen der Karten und Versetzen der Marker und Spielfiguren erfolgt.
Diese Prozedur wird durch sieben Runden hinweg wiederholt, im Idealfall haben danach alle Spieler ihren kompletten, dreiteiligen Fall ermittelt. Damit beginnt die Finalrunde, für welche die verschiedenen Fälle auf den Tisch ausgebreitet werden. Der Geist lost nun einen richtigen Fall unter den ausgebreiteten Fällen aus und gibt den Spielern drei weitere Hinweiskarte, jeweils eine für den richtigen Täter, Tatort und die Tatwaffe. Je nach Anzahl der Zusatzpunkte dürfen die Spieler eine, zwei oder drei dieser Karten sehen, am Ende gibt jeder einen geheimen Verdacht ab. Der Tathergang mit den meisten Stimmen gilt als endgültig. Ist es der vom Geist geloste, gewinnen die Spieler das Spiel alle gemeinsam, ansonsten gilt das Spiel als verloren.
Zur Hilfe hat der Geist (nach Schwierigkeit unterschiedlich viele) Raben zur Verfügung. Sie fungieren wie Joker: Wenn er sie einsetzt, darf er seine Handkarten einmal gegen neue austauschen.
Im Regelwerk sind leicht modifizierte Regeln für zwei Spieler angegeben.

## Erweiterungen
Zu dem Spiel sind zwei Erweiterungen erschienen.

### Verborgene Zeichen
Diese Erweiterung erschien im Oktober 2015. Sie enthält keine spieltechnischen Neuerungen, sondern ausschließlich neue Karten, um mehr Abwechslung in das Spiel zu bringen. Enthalten sind 42 neue Visionenkarten und jeweils 6 Personen-, Orts- und Objektkarten. Die Erstauflage wurde darüber hinaus noch mit dem Promokartenset gemeinsam ausgeliefert, welches je eine zusätzliche Personen-, Orts- und Objektkarte enthält.

### Lügen und Geheimnisse
Die zweite Erweiterung ist 2017 erschienen und erhält 42 neue Visionskarten und 18 Storykarten (plus eine Promokarte in der ersten Auflage). Damit können nun die Gegenstände durch einen Tathergang ausgetauscht werden. Zwar ändert es nicht den Spielmechanismus, erschafft allerdings neue Möglichkeiten.

## Auszeichnungen
Das Spiel gewann in erster Linie in Frankreich zahlreiche Auszeichnungen, darüber hinaus auch mehrere internationale Preise. Eine Auswahl ist hier aufgelistet.
- As d’Or 2016
- Golden Geek 2015, Artwork & Presentation, Nominiert für Family Game und Party Game
- Graf Ludo 2016
- Lys Grand Public 2016
- La Tasse D'or, Jeux Familiaux
- The dice tower, seal of excellence
- Tric Trac D'Argent 2015